# بالگردگاه تری ولیز رنچ
بالگردگاه تری ولیز رنچ (به انگلیسی: Three Valleys Ranch Heliport) یک فرودگاه خصوصی است. این فرودگاه در کشور ایالات متحده آمریکا قرار دارد و در ارتفاع ۱۰۵۳ متری از سطح دریا واقع شده است.